# Rapid Fire (filme)
Rapid Fire é um filme dos Estados Unidos de 1992, do gênero ação, dirigido por Dwight H. Little e roteirizado por Cindy Cirile e Alan B. McElroy. Foi lançado pela 20th Century Fox com duração de 100 minutos.

## Elenco
Dentre os artigos que participaram do elenco estão:
- Brandon Lee... Jake Lo
- Powers Boothe... Mace Ryan
- Nick Mancuso... Antonio Serrano
- Raymond J. Barry... Agente Frank Stewart
- Kate Hodge... Karla Withers
- Tzi Ma... Kinman Tau
- Tony Longo... Brunner
- Michael Paul Chan... Carl Chang
- Al Leong... Minh